# Kwon Ho-ung
Kwon Ho-ung (Hangeul: 권호웅, * 1959; † 2010 in Nordkorea) war ein nordkoreanischer Regierungsbeamter.

## Wirken
Er soll an der Kim-Il-sung-Universität studiert haben. 2004 oder 2005 wurde er als Nachfolger von Kim Ryong-song Verhandlungsführer der nordkoreanischen Delegation bei den Gesprächen zwischen Nord- und Südkorea, die während der Sonnenscheinpolitik des damaligen südkoreanischen Präsidenten Kim Dae-jung zu einer vorübergehenden Entspannung führten.
Am 20. Juli 2010 berichtete die südkoreanische Zeitung Dong-a Ilbo unter Berufung auf eine anonyme chinesische Quelle, Kwon sei in Nordkorea hingerichtet worden.